# ジェームズ・ステュアート (1743年没)
ジェームズ・ステュアート（英語: James Stuart、1681年? – 1743年4月3日）は、グレートブリテン王国の軍人、政治家。1734年から1741年まで庶民院議員を務めたが、投票の記録はなかった。

## 生涯
アレクサンダー・ステュアート（Alexander Stuart、1733年没）と妻イザベル（Isabel、初代準男爵サー・パトリック・ニスベットの娘）の次男として生まれた。1687年よりグラスゴー大学で教育を受けた。
1704年にエンサイン（歩兵少尉）としてロイヤル・スコッツ連隊に入隊、スペイン継承戦争でフランドル地方とスペインを転戦した後、1715年ジャコバイト蜂起ではシェリフミュアの戦いにおいて第2代アーガイル公爵ジョン・キャンベルのエー＝ド＝カン（副官）を務めた。1724年に近衛歩兵第3連隊副隊長に昇進、1725年に大尉に昇進した。
1727年、ジョージ2世の即位に伴いその先導役（Gentleman Usher）に任命され、以降1743年に死去するまで務めた。1733年に父の遺産を継承した。
1734年イギリス総選挙でアーガイル公爵の支持を受けてエア・バラ選挙区から出馬、無投票で当選した。議会で投票した記録はなく、1741年イギリス総選挙をもって議員を退任した。
1743年4月3日に生涯未婚のまま死去、弟パトリックが遺産を継承した。